# 1022 هـ
1022 هـ هي سنة في التقويم الهجري امتدت مقابلةً في التقويم الميلادي بين سنتي 1613 و1614.

## وفيات
- ابن أبي محلي